# Cerastium andinum
Cerastium andinum är en nejlikväxtart som beskrevs av George Bentham. Cerastium andinum ingår i släktet arvar, och familjen nejlikväxter. Inga underarter finns listade i Catalogue of Life.